# ایبار (رود)
ایبار رودی است به وست موراوا می‌ریزد. این رود از کشور صربستان می‌گذرد.